# Liste der Nummer-eins-R&B-Alben in den USA (1985)
Dies ist eine Liste der Nummer-eins-Alben in den von Billboard ermittelten Verkaufscharts für R&B-Alben in den USA im Jahr 1985. In diesem Jahr gab es elf Nummer-eins-Alben.
| ← 1984 ← | Liste der Nummer-eins-R&B-Alben in den USA | Liste der Nummer-eins-R&B-Alben in den USA | Liste der Nummer-eins-R&B-Alben in den USA | 1986 →                    |
| \| Zeitraum \| Wo. ges. \| Interpret \| Titel \| Zusätzliche Informationen \| \| (Zeitraum, Wochen auf Platz eins, Interpret, Titel, zusätzliche Informationen) \| \| \| \| \| \| ------------------------------------------------------------------------------ \| -------- \| -------------------------- \| --------------------------- \| ------------------------- \| \| 29. Dezember 1984 – 4. Januar 1985 1 Woche (insgesamt 4) \| 4 \| Stevie Wonder \| The Woman in Red[1] \| – \| \| 5. Januar 1985 – 8. Februar 1985 5 Wochen (insgesamt 5) \| 5 \| New Edition \| New Edition[2] \| – \| \| 9. Februar 1985 – 8. März 1985 4 Wochen (insgesamt 4) \| 4 \| Ashford & Simpson \| Solid[3] \| – \| \| 9. März 1985 – 22. März 1985 2 Wochen (insgesamt 2) \| 2 \| The GAP Band \| Gap Band VI[4] \| – \| \| 23. März 1985 – 5. April 1985 2 Wochen (insgesamt 3) \| 3 \| Tina Turner \| Private Dancer[5] \| – \| \| 6. April 1985 – 26. April 1985 3 Wochen (insgesamt 3) \| 3 \| The Commodores \| Nightshift[6] \| – \| \| 27. April 1985 – 3. Mai 1985 1 Woche (insgesamt 1) \| 1 \| Maze feat. Frankie Beverly \| Can’t Stop the Love[7] \| – \| \| 4. Mai 1985 – 21. Juni 1985 7 Wochen (insgesamt 7) \| 7 \| Luther Vandross \| The Night I Fell in Love[8] \| – \| \| 22. Juni 1985 – 28. Juni 1985 1 Woche (insgesamt 1) \| 1 \| Whitney Houston \| Whitney Houston[9] \| – \| \| 29. Juni 1985 – 6. September 1985 10 Wochen (insgesamt 10) \| 10 \| Freddie Jackson \| Rock Me Tonight[10] \| – \| \| 7. September 1985 – 11. Oktober 1985 5 Wochen (insgesamt 6) \| 6 \| Whitney Houston \| Whitney Houston \| – \| \| 12. Oktober 1985 – 8. November 1985 4 Wochen (insgesamt 14) \| 14 \| Freddie Jackson \| Rock Me Tonight \| – \| \| 9. November 1985 – 27. Dezember 1985 7 Wochen (insgesamt 7) \| 7 \| Stevie Wonder \| In Square Circle[11] \| – \| |                                            |                                            |                                            |                           |
| ← 1984 |                                            |                                            |                                            | → 1986 →                  |
| Zeitraum | Wo. ges.                                   | Interpret                                  | Titel                                      | Zusätzliche Informationen |
| (Zeitraum, Wochen auf Platz eins, Interpret, Titel, zusätzliche Informationen) |                                            |                                            |                                            |                           |
| 29. Dezember 1984 – 4. Januar 1985 1 Woche (insgesamt 4) | 4                                          | Stevie Wonder                              | The Woman in Red                           | –                         |
| 5. Januar 1985 – 8. Februar 1985 5 Wochen (insgesamt 5) | 5                                          | New Edition                                | New Edition                                | –                         |
| 9. Februar 1985 – 8. März 1985 4 Wochen (insgesamt 4) | 4                                          | Ashford & Simpson                          | Solid                                      | –                         |
| 9. März 1985 – 22. März 1985 2 Wochen (insgesamt 2) | 2                                          | The GAP Band                               | Gap Band VI                                | –                         |
| 23. März 1985 – 5. April 1985 2 Wochen (insgesamt 3) | 3                                          | Tina Turner                                | Private Dancer                             | –                         |
| 6. April 1985 – 26. April 1985 3 Wochen (insgesamt 3) | 3                                          | The Commodores                             | Nightshift                                 | –                         |
| 27. April 1985 – 3. Mai 1985 1 Woche (insgesamt 1) | 1                                          | Maze feat. Frankie Beverly                 | Can’t Stop the Love                        | –                         |
| 4. Mai 1985 – 21. Juni 1985 7 Wochen (insgesamt 7) | 7                                          | Luther Vandross                            | The Night I Fell in Love                   | –                         |
| 22. Juni 1985 – 28. Juni 1985 1 Woche (insgesamt 1) | 1                                          | Whitney Houston                            | Whitney Houston                            | –                         |
| 29. Juni 1985 – 6. September 1985 10 Wochen (insgesamt 10) | 10                                         | Freddie Jackson                            | Rock Me Tonight                            | –                         |
| 7. September 1985 – 11. Oktober 1985 5 Wochen (insgesamt 6) | 6                                          | Whitney Houston                            | Whitney Houston                            | –                         |
| 12. Oktober 1985 – 8. November 1985 4 Wochen (insgesamt 14) | 14                                         | Freddie Jackson                            | Rock Me Tonight                            | –                         |
| 9. November 1985 – 27. Dezember 1985 7 Wochen (insgesamt 7) | 7                                          | Stevie Wonder                              | In Square Circle                           | –                         |